# Walter Basan
Walter Basan (* 10. August 1920 in Beyendorf; † 14. Februar 1999 in Magdeburg) war ein deutscher Schriftsteller und Hörspielautor.

## Leben
Walter Basan war der Sohn eines Schriftsetzers. Er besuchte von 1926 bis 1936 die Schule, absolvierte nach dem Erwerb der Mittleren Reife ab 1937 eine kaufmännische Ausbildung in einer chemischen Fabrik und war dort als Buchhalter, Korrespondenzführer und Prokurist tätig. Von 1945 bis 1999 arbeitete Walter Basan als freischaffender Schriftsteller in Magdeburg und war 1946 in Halle Mitbegründer des Kulturbundes und dessen Arbeitskreis Literatur. Im Jahr 1953, nach dem Arbeiteraufstand in der DDR, trat er aus der SED aus und wurde nach 1962 durch das Ministerium für Staatssicherheit observiert. In den Jahren 1955–59 und ab 1973 war Basan Mitglied des Bezirksvorstandes des Schriftstellerverbandes im Bezirk Magdeburg. Wegen seiner früheren Kontakte zu Friedrich Bödecker und nach dessen Tod mit dem Friedrich-Bödecker-Kreis in Westdeutschland entzog ihm der Sekretär des Schriftstellerverbandes der DDR 1966 für mehr als zehn Jahre das Recht zur Teilnahme an internationalen Konferenzen und Lesungen im Nichtsozialistischen Ausland.
Basan schrieb neben historischen und zeitgenössischen Romanen, Erzählungen und populärwissenschaftlichen Jugendbüchern auch Hörspiele. Seit den 1970er-Jahren widmete er sich, auch publizistisch, verstärkt der Umweltproblematik, u. a. in seinen Kinderbüchern Brisebraus und das grüne Wunder (1972) und Komm zurück, Hadschi-Laklak. Eine Oberwallmenacher Storchengeschichte (1985).
Walter Basan wurde mit der Johannes-R.-Becher-Medaille des Kulturbundes und der Verdienstmedaille der DDR ausgezeichnet. Sein Teilnachlass befindet sich im Literaturhaus Magdeburg.

## Werke
- Von Rennbahnstaub, Sacharin und Kabeljaulake, 1949 Mitteldeutscher Verlag Halle
- Eine reichlich karierte Geschichte, 1950
- Die endlose Spur – Vom Laufrad der alten Chinesen zum Rennrad von heute, 1952
- ...und das Leder ist rund, 1953 Mitteldeutscher Verlag Halle
- Das Geheimnis der Magdeburger Halbkugeln, 1954
- Falken über der Stadt. Historischer Roman um Otto von Guericke, 1956 Mitteldeutscher Verlag
- Die Maske der Ayarmaca, 1956 Kinderbuchverlag Berlin
- Geliebte Feindin, 1957 Mitteldeutscher Verlag
- Melonen für El Canastera, 1958 Verlag für Sport und Technik
- Die Entscheidung d. Ismael Abu Kef., 1958
- Der Todesspringer vom Tungaragua, 1959
- Adieu Danielle, 1960 Verlag der Nation
- Die Frauen meines Sommers, 1961
- Götter, Mais und Isotope, 1961
- Die Nachtigall von Paris, 1964
- Der Mann mit der Zither, 1967 Eulenspiegel Verlag Berlin
- Sumanja: 2 phantastische Unterwasser-Geschichten, 1978 erschienen in der Reihe Knabes Jugendbücherei, Knabe Verlag Weimar
- Der enträtselte Himmel, 1973
- Brisebraus und das grüne Wunder, 1972 Kinderbuchverlag Berlin
- Komm zurück, Hadschi-Laklake eine Oberwallmenacher Storchengeschichte, 1985
- Ein Stern fällt vom Himmel, 1989

## Verfilmungen
- Der größte Esel, 1960, Regie: Gerda Hammer-Wallburg, DEFA-Studio für Trickfilme[3]